# Московский договор (РСФСР — Литва, 1920)
Московский договор 1920 года (лит. Lietuvos-Tarybų Rusijos taikos sutartis) — мирный договор между Литвой и Советской Россией, который был подписан 12 июля 1920 года в Москве. Договор явился следствием советско-литовского вооружённого конфликта (1918−1920).

## Предыстория
Договор был подготовлен в условиях быстрого наступления Красной армии на занятых Польшей территориях современных Литвы и Белоруссии летом 1920 года, во время советско-польской войны.

## Подписание договора
От имени РСФСР договор подписали:
1. Адольф Абрамович Иоффе;
2. Юлиан Юзефович Мархлевский;
3. Леонид Леонидович Оболенский.

От Литовской Республики:
1. Томас Нарушявичюс;
2. Пятрас Климас;
3. Семён Розенбаум;
4. Юозас Вайлокайтис;
5. Витаутас Рачкаускас.

## Содержание договора
Согласно договору была юридически ликвидирована Литовско-Белорусская Советская Социалистическая Республика (Литбел); была определена государственная граница между РСФСР и Литвой; значительные территории с городами Гродно, Щучин, Ошмяны, Сморгонь, Браслав, Лида, Поставы, а также Виленский край с Вильно были признаны частью Литвы. Эти территории в период XIII—XVIII веков входили в состав Великого княжества Литовского, однако на момент подписания договора территории вокруг Гродно, Щучина, Ошмян, Сморгони, Браслава, Лиды и Постав были населены преимущественно белорусами, поляками и евреями.
Договор гарантировал нейтралитет Литвы в ходе советско-польской войны и обезопасил правый фланг войск Западного фронта Красной Армии при его наступлении на Варшаву. Литовская сторона обязывалась прекратить на всей своей территории деятельность «антисоветских организаций и групп», в том числе органов  Белорусской Народной Республики.

### Секретный протокол к договору
Секретный протокол к Московскому договору предоставил РККА право прохода в район Вильнюса.

## Реализация Московского договора

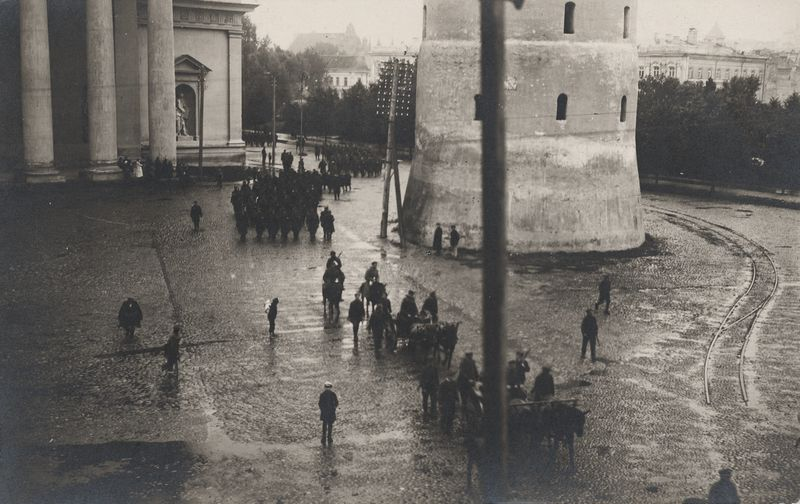
Солдаты литовской армии в Вильне, 1920 год

В соответствии с этим договором, советская сторона в августе 1920 года передала Литве занятый 20 июля 1920 года Вильнюс, столицу независимой Литвы. После поражения под Варшавой Красной армии в конце августа 1920 года польские войска заняли все территории, являвшиеся предметом Московского договора, но договор не утратил актуальность.
В 1921 году был заключён Рижский мирный договор, установивший границу между советскими республиками (РСФСР и УССР) и Польшей. Однако в этом договоре граница, установленная РСФСР с Литвой по договору от 12 июля 1920 года, не оспаривалась — РСФСР признала границу с Польшей, которая шла в нескольких десятках км восточнее от границы, установленной между РСФСР и Литвой. То есть официально РСФСР признала польскими владениями только узкий коридор между этими границами. В 1926 году в договоре между СССР и Литвой эта граница была подтверждена.
После заключения договора 1926 года Литва неудачно пыталась склонить СССР к военному союзу. Однако 9 октября 1926 года Климент Ворошилов направил письмо Георгию Чичерину, в котором высказался против военного союза с Литвой, так как этот союз приведет к созданию против СССР военного блока. Тем не менее, между СССР и Литвой в 1920-е и 1930-е годы сложилось тесное военное сотрудничество.
С первой половины 1920-х годов Литва стала единственным государством Восточной Европы (вторым с 1935 года была Чехословакия), которое сотрудничало с СССР в области разведки. Литва между мировыми войнами была единственной балтийской страной, которая вела разведку сразу против Польши и Германии. Причиной были территориальные претензии к Литве со стороны Польши и Германии. В докладе Ворошилову от мая 1936 года указывалось, что начальник литовской военной разведки Костас Дулкснис передавал за «подарки» СССР информацию о Германии.

## Оценки Московского договора

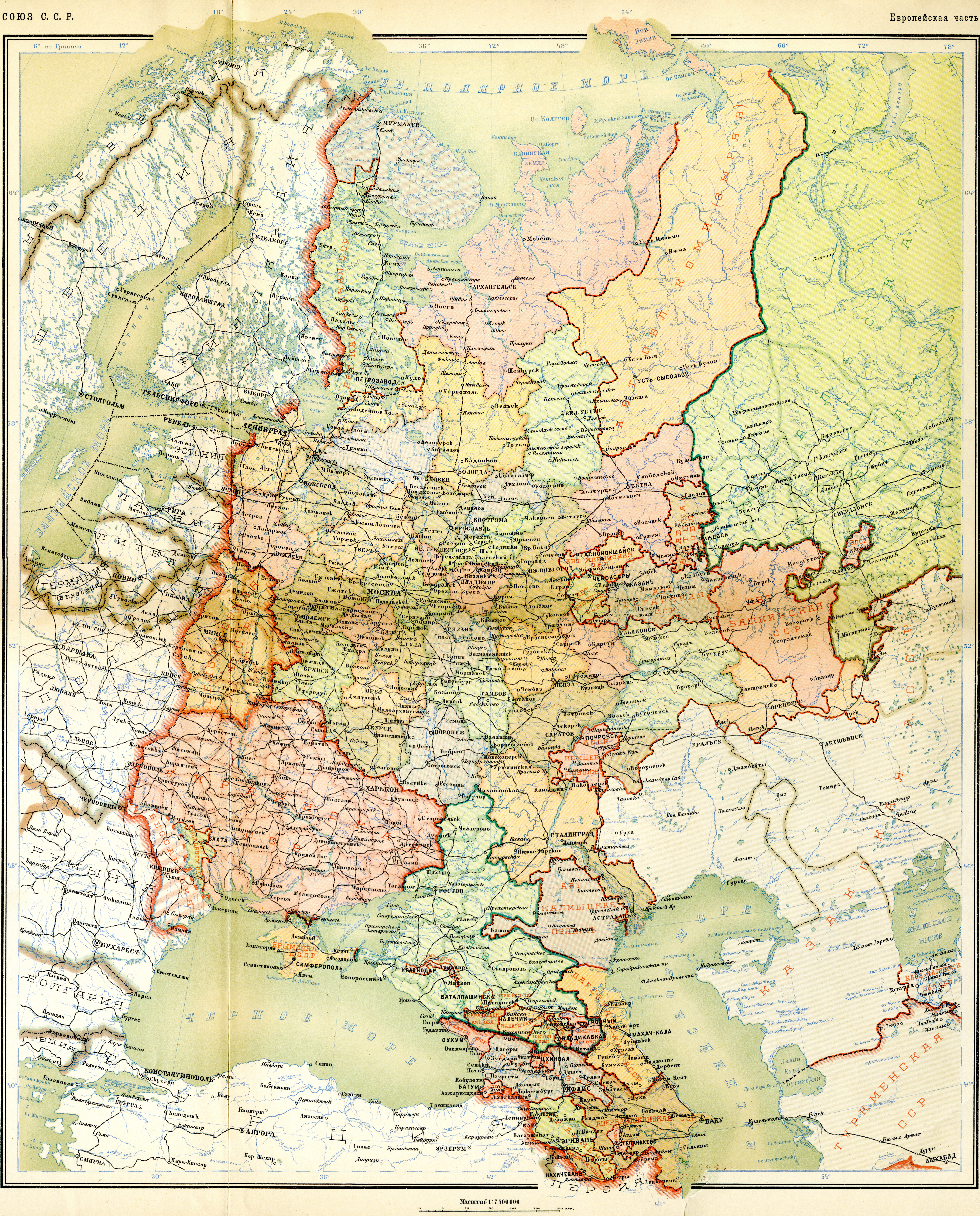
Карта Европейской части СССР 1928 года. Виленский край показан как спорная территория

Польские власти рассматривали советско-литовский договор как военное соглашение против Польши. В письме в Лигу наций от 5 сентября 1920 года министр иностранных дел Польши Евстафий Сапега заявил:

Нет сомнения в том, что литовские военные стали союзниками Красной армии, а правительство Литвы — инструментом советского правительства…
Во время распада СССР московский Мирный договор от 12 июля 1920 г. рассматривался в связи с вопросом белорусско-литовской границы. 
29 марта 1990 года Президиум Верховного Совета БССР принял заявление, в котором говорилось, что «следует учитывать, что в 1938 году территория Литовской Республики была совершенно иной, и только в результате решений высших органов Союза Советских Социалистических Республик Литовской Республике и Литовской Советской Социалистической Республике были переданы исконно белорусские территории. При выходе Литовской ССР из Союза ССР Белорусская ССР не будет считать себя связанной всеми Законами, Указами и иными актами относительно передачи Литве части белорусских земель». В заявлении говорилось и о том, что территории Свенцянского района и части территории Видзовского, Годутишковского, Островецкого, Вороновского и Радунского районов Белорусской ССР были в 1940 году переданы Литовской ССР из состава Белорусской ССР. Отдельным вопросом становилась легальность передачи Литве Виленского края, который был передан Литве по советско-литовскому договору от 10 октября 1939 года на основании секретных протоколов к пакту Молотова — Риббентропа. В связи с этим Президиум Верховного совета БССР заявил, что «мы будем вынуждены настаивать на возвращении Белорусской Советской Социалистической Республике белорусских земель». В дальнейшем официальных претензий Литвы на часть территории Белоруссии (а равно претензий со стороны Белоруссии на территории, переданные Литве в 1940 году) не выдвигалось.
Эстонский историк М. Ильмярв отмечает, что Московский договор «был для Советской России частью направленной против Польши дипломатической и военной оффензивы».